# 杉浦定雄
杉浦 定雄（すぎうら さだお、1942年（昭和17年）2月26日 - 2021年（令和3年）12月22日）は、日本の建築家。教育者。東京都千代田区生まれ。

## 略歴
日本大学理工学部建築学科の小林美夫研究室研究生時代に、
第８次南極地域観測隊用の建物４棟を設計した
南極建築設計委員会の初期メンバーになる。
株式会社アトリエ・Kの設立に参加し、代表取締役に就任。

## 教職歴
- 1980～1986年 日本大学理工学部海洋建築工学科　非常勤講師
- 1989～1992年 日本大学生産工学部数理工学科　非常勤講師

## 賞歴
- 昭和45年　セントラル硝子設計競技 『歴史的環境に建つガラス建築』　二等一席
- 昭和46年　日本建築学会建設競技 『スポーツセンター』　三等一席
- 平成元年　日本建築学会作品選集1990　静岡県立大学
- 平成元年　第32回建築業協会賞　静岡県立大学

## 著書
- 昭和62年　1級建築士設計製図課題 予想と解答〈62年度〉店舗などの施設のある市街地共同住宅（集文社1987年08月15日 ISBN 978-4785100469）
- 昭和63年　1級建築士設計製図課題 予想と解答〈63年度〉リゾートホテル（集文社1988年08月15日 ISBN 978-4785100476）
- 平成02年　1級建築士設計製図課題 予想と解答〈02年度〉地方公共団体の庁舎（集文社1990年08月15日 ISBN 978-4785100490）